# Wilgenroosjesboorder
De wilgenroosjesboorder (Mompha jurassicella) is een vlinder uit de familie wilgenroosjesmotten (Momphidae). De wetenschappelijke naam is voor het eerst geldig gepubliceerd in 1881 door Heinrich Frey.
De soort komt voor in Europa.